# Kardynał Ludwik Maria Burbon y Vallabriga
Kardynał Ludwik Maria Burbon y Vallabriga (hiszp. El cardenal don Luis María de Borbón y Vallabriga) – obraz olejny hiszpańskiego malarza Francisca Goi (1746–1828). Istnieje kilka wersji tego obrazu, z których dwie znajdują się w Muzeum Prado i różnią się orientacją postaci. Możliwe, że jedna z nich jest kopią oryginału Goi wykonaną przez Agustina Esteve. Za oryginał Goi uznaje się zachowane w lepszej jakości dzieło z Muzeum Sztuki w São Paulo.
Portret przedstawia Ludwika Marię Burbon y Vallabriga (1777–1823) jako kardynała Toledo. Ludwik Maria był najstarszym dzieckiem i jedynym synem infanta Ludwika Antoniego Burbona oraz bratankiem Karola III. Jego ojciec popadł w niełaskę i został wydalony z madryckiego dworu, kiedy porzucił planowaną dla niego karierę duchownego i ożenił się z dużo młodszą aragońską hrabianką, Marią Teresę de Vallabriga y Rozas. Maria Teresa była córką kapitana aragońskiej kawalerii i hrabiny Josefy Stuart de Torresecas. Nie miała królewskiego rodowodu, dlatego małżeństwo uznano za morganatyczne, a infant i jego rodzina utracili liczne przywileje. Rodzina zamieszkała w Arenas de San Pedro, gdzie wokół infanta skupiali się znani malarze, pisarze i muzycy epoki. 
Po śmierci infanta Ludwika Antoniego w 1785 roku z rozkazu Karola III Ludwik Maria i jego rodzeństwo zostali odebrani matce. Edukacją chłopca zajął się Francisco de Lorenzana, arcybiskup Toledo, a jego siostry trafiły do klasztoru. W 1797 roku królowa Maria Ludwika wydała siostrę Ludwika Marii Marię Teresę za swojego faworyta Manuela Godoya (aby podnieść jego status społeczny). Za namową żony Karol IV przywrócił rodzinie zmarłego infanta Ludwika Antoniego prawo do używania nazwiska i herbu Burbonów i inne utracone przywileje. Z okazji rehabilitacji rodziny infanta Goya wykonał trzy portrety rodzeństwa – oprócz podobizny kardynała powstał także Portret hrabiny Chinchón (1800) i Portret Marii Ludwiki Burbon y Vallabriga (1801). Powrót na madrycki dwór umożliwił karierę Ludwika Marii jako kardynała Toledo – zastąpił swojego nauczyciela na tym stanowisku w 1799 roku.
Portret przedstawia kardynała Toledo na krótko po nominacji na to stanowisko (wcześniej był arcybiskupem Sewilli). Ludwik Maria został udekorowany przez Karola IV tradycyjnymi odznaczeniami rodziny królewskiej. Na jego piersi widać biało-niebieską wstęgę z Krzyżem Wielkim Orderu Karola III, czerwoną wstęgę z Orderem św. Januarego i niebieską z francuskim Orderem Ducha Świętego.